# B-DASH BEST
『B-DASH BEST』（ビーダッシュ・ベスト）は、B-DASHのベストアルバム。2004年10月14日発売。発売元はXTRA LARGE RECORDS。初回盤には「Bクリマンシール☆」を封入。限定版には2004年7月8日に渋谷GIG-ANTICで行われたプレミアムライブが完全ノーカットで収録されたDVD付き。

## 内容
- 初のベストアルバム。
- CCCD。

## 収録曲
| 全作詞・作曲: GONGON（特記以外）、全編曲: B-DASH。 |                                                             |                     |                     |      |
| #                                                  | タイトル                                                    | 作詞                | 作曲・編曲          | 時間 |
| 1.                                                 | 「炎」                                                      | GONGON （特記以外） | GONGON （特記以外） | 2:31 |
| 2.                                                 | 「ちょ」                                                    | GONGON （特記以外） | GONGON （特記以外） | 3:17 |
| 3.                                                 | 「平和島」(作詞: SOTA)                                      | GONGON （特記以外） | GONGON （特記以外） | 3:29 |
| 4.                                                 | 「SECTOR」                                                  | GONGON （特記以外） | GONGON （特記以外） | 3:26 |
| 5.                                                 | 「ENDLESS CIRCLE」                                          | GONGON （特記以外） | GONGON （特記以外） | 2:46 |
| 6.                                                 | 「人造ライダーイマーン」                                    | GONGON （特記以外） | GONGON （特記以外） | 1:15 |
| 7.                                                 | 「ROOF TOP」(作詞・作曲: TANAMAN)                           | GONGON （特記以外） | GONGON （特記以外） | 1:51 |
| 8.                                                 | 「Water Pow」(作詞: GONGON、KONCHI / 作曲: GONGON、TANAMAN) | GONGON （特記以外） | GONGON （特記以外） | 2:00 |
| 9.                                                 | 「やまびこ」                                                | GONGON （特記以外） | GONGON （特記以外） | 2:44 |
| 10.                                                | 「野球」                                                    | GONGON （特記以外） | GONGON （特記以外） | 3:51 |
| 11.                                                | 「メロディック本門寺」(作詞: GONGON、MUNE)                  | GONGON （特記以外） | GONGON （特記以外） | 1:57 |
| 12.                                                | 「情熱の若竹公園」                                          | GONGON （特記以外） | GONGON （特記以外） | 0:50 |
| 13.                                                | 「目覚めよニッポン!」                                       | GONGON （特記以外） | GONGON （特記以外） | 2:41 |
| 14.                                                | 「Go my friends」                                           | GONGON （特記以外） | GONGON （特記以外） | 2:45 |
| 15.                                                | 「KIDS」                                                    | GONGON （特記以外） | GONGON （特記以外） | 1:55 |
| 16.                                                | 「ホホイ」                                                  | GONGON （特記以外） | GONGON （特記以外） | 2:11 |
| 17.                                                | 「愛するPOW」                                               | GONGON （特記以外） | GONGON （特記以外） | 3:21 |
| 18.                                                | 「烈風さん」(作詞: TSURUCHAN)                               | GONGON （特記以外） | GONGON （特記以外） | 1:53 |
| 19.                                                | 「MI・SO・SHI・RU」(作詞: KONCHI)                           | GONGON （特記以外） | GONGON （特記以外） | 2:40 |
| 20.                                                | 「情熱たましい」                                            | GONGON （特記以外） | GONGON （特記以外） | 3:05 |
| 21.                                                | 「Race Problem」                                            | GONGON （特記以外） | GONGON （特記以外） | 1:56 |
| 22.                                                | 「フーファイ」                                              | GONGON （特記以外） | GONGON （特記以外） | 3:33 |
| 合計時間:                                          | 合計時間:                                                   | 55:57               |                     |      |

### 楽曲解説
1. 炎
「FREEDOM」収録。ファン投票1位の人気曲。PV監督はSOTA。
2. ちょ
メジャーデビューシングル。PV監督はマサオ。
3. 平和島
2ndシングル。PV監督はマサオ。
4. SECTOR (3:28)
3rdシングル。PV監督はマサオ。
5. ENDLESS CIRCLE
インディーズシングル。
6. 人造ライダーイマーン
「○」収録。
7. ROOF TOP
「FAMILY VOL.1」収録。
8. Water Pow
「FREEDOM」収録。
9. やまびこ
「ビッグ ブラック ストア (連絡しろ)」収録。PV監督はマサオ
10. 野球
「FAMILY VOL.1」収録。PV監督は横山大平。
11. メロディック本門寺
「○」収録。PV監督はマサオ。
12. 情熱の若竹公園
「○」収録。
13. 目覚めよニッポン!
4thシングル。PV監督はSOTA/TN。
14. Go my friends
「FREEDOM」収録。
15. KIDS
「ENDLESS CIRCLE」収録。
16. ホホイ
「FREEDOM」収録。PV監督はSOTA。
17. 愛するPOW
「ぽ」収録。PV監督はマサオ
18. 烈風さん
未発表音源。
19. MI・SO・SHI・RU
「ENDLESS CIRCLE」収録。
20. 情熱たましい
「ビッグ ブラック ストア (連絡しろ)」収録。PV監督はマサオ。元々はシングル予定曲だった。
21. Race Problem
「FREEDOM」収録。
22. フーファイ
「FAMILY VOL.1」収録。